# Veronica hulkeana
Veronica hulkeana är en grobladsväxtart. Veronica hulkeana ingår i släktet veronikor, och familjen grobladsväxter. Utöver nominatformen finns också underarten V. h. evestita.

## Bildgalleri

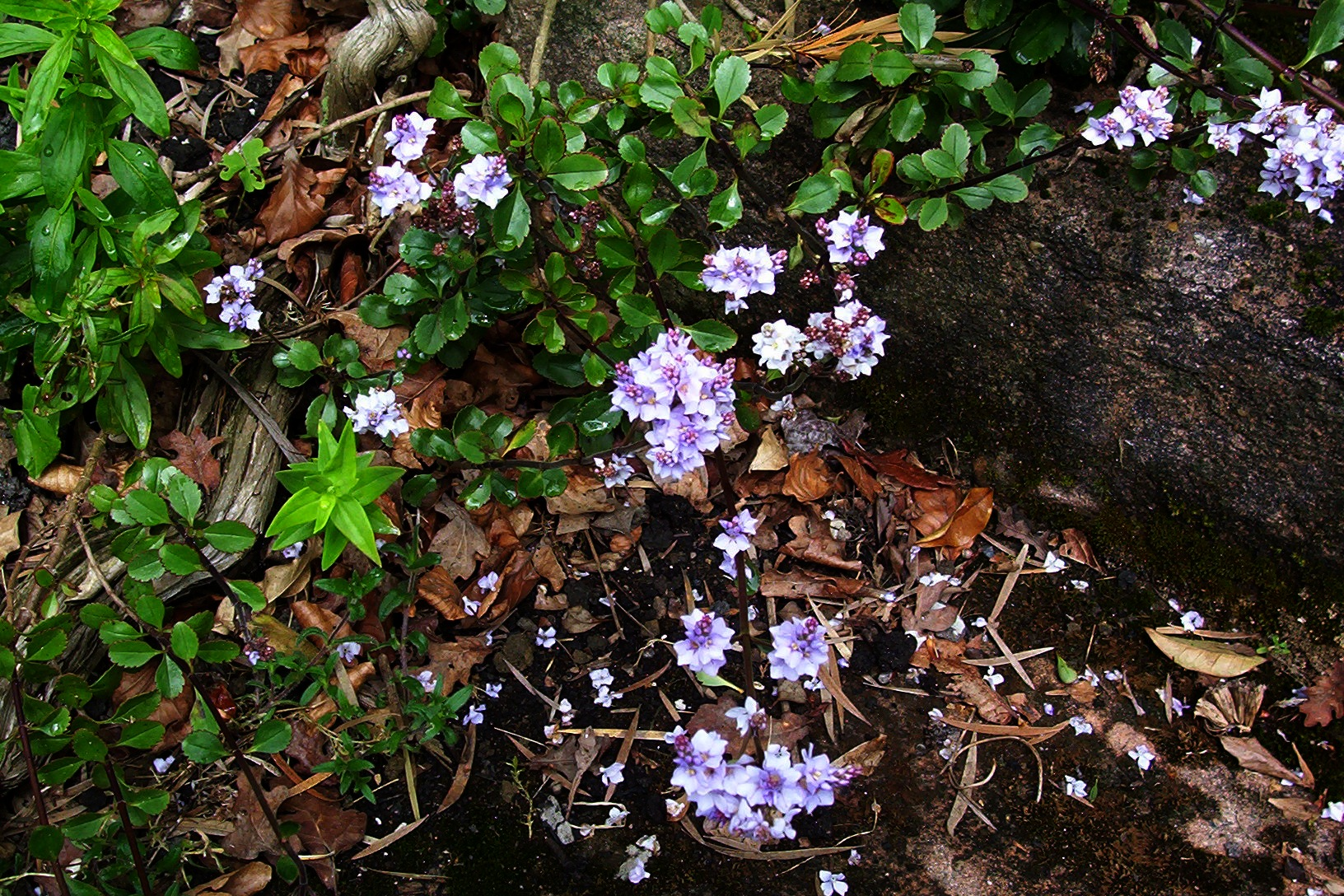